# Автомагистрали в Словения
Автомагистралите в Словения са част от националната пътна мрежа на Словения. Към юни 2022 година магистралите са с обща дължина от 631 км, от които автомагистрали (А)-563 км, скоростни пътища (Н)-68 км. За автомагистралите отговаря Автомагистралната компания на Република Словения (АКРС). Скоростта разрешена за каране по автомагистралите е 130 км/ч, а по скоростните пътища-110 км/ч. От 2008 година за движение по автомагистралите е нужна винетка.

## Списък на автомагистралите в Словения
| Магистрала | Начало                    | Възли                             | Край                       | Дължина | В експлоатация от |  |
| ---------- | ------------------------- | --------------------------------- | -------------------------- | ------- | ----------------- |  |
|            | Копер                     | Постойна, Любляна, Селие, Марибор | Бубенбург                  | 246 km  | 2009 година       |  |
|            | ГКПП Обрезие ГКПП Брегана | Ново Место, Любляна, Блед         | Тунел Караванкс            | 180 km  | 2009 година       |  |
|            | Дивача                    | Сезана                            | Фернети                    | 11 km   | 1997 година       |  |
|            | Марибор                   | Птуй                              | ГКПП Грушковие ГКПП Масели | 34 km   | 2018 година       |  |
|            | Марибор                   | Восек, Мурска Собота              |                            | 81 km   | 2008 година       |  |
|            |                           |                                   |                            | 552 km  | 2018 година       |  |

## Списък на скоростните пътища в Словения
| Магистрала    | Начало   | Възли      | Край    | Дължина |
| ------------- | -------- | ---------- | ------- | ------- |
| Hitra cesta 3 | Снеберие | Любляна    | Косезе  | 10 km   |
| Hitra cesta 4 | Раздрто  | Айдовшчина | Гориция | 42 km   |
| Hitra cesta 5 | Изола    | Копер      | Триест  | 8 km    |
| Hitra cesta 6 | Изола    |            | Копер   | 5 km    |
| Hitra cesta 7 |          |            |         | 3 km    |